# Pasaje Eguía
El Pasaje Eguía fue una calle del barrio de Retiro de la Ciudad de Buenos Aires, sin salida y de menos de una cuadra de extensión, que nacía en Carlos Pellegrini 1432, entre Arroyo y Posadas, y finalizaba contra los fondos del Palacio Álzaga Unzué. Lindaba sobre su margen norte con la Plaza Tedín, que a su vez tenía salida al Pasaje Seaver. Ambos pasajes y la plaza desaparecieron entre 1978 y 1980, producto de la extensión de la Avenida Nueve de Julio.
La calle fue denominada Eguía por una ordenanza de 1904, en homenaje a Carlos Enrique Eguía (1809-1891), jurista, presidente de la Segunda Cámara de Apelaciones y miembro de la Asociación de Mayo, una agrupación de opositores a Juan Manuel de Rosas. Anteriormente había sido llamada Artes Cortada, por su cercanía a la calle Artes, actual Carlos Pellegrini.